# Orthoscuticella lata
Orthoscuticella lata is een mosdiertjessoort uit de familie van de Catenicellidae. De wetenschappelijke naam van de soort is voor het eerst geldig gepubliceerd in 1934 door Stach.